# Yubin
Dans ce nom coréen, le nom de famille, Kim, précède le nom personnel.
Kim Yu-bin (coréen : 김유빈; née le 4 octobre 1988), professionnellement connue en tant que Yubin (coréen : 유빈), est une rappeuse, chanteuse, danseuse, autrice-compositrice, actrice et influenceuse sud-coréenne. Elle est surtout connue pour faire partie du girl group sud-coréen Wonder Girls.

## Carrière

### Chanteuse
Elle commence sa carrière comme membre de Wonder Girl.
Le groupe est composé de 4 autres filles : Yubin, Yeeun, Sunmi, Sohee et Hyerim. Toutes sont sélectionnées grâce à des auditions.
Les Wonder Girls ont eu trois singles consécutifs (Tell Me, So hot et Nobody) numéro 1 dans les hits parades coréens.
Elles se séparent le 26 janvier 2017.
En 2018, Yubin commence une carrière solo avec son premier titre Lady.

### Influenceuse et cosmétiques
À partir de 2016, elle devient l'ambassadeur des cosmétiques Urban Decay (du groupe L'Oréal). Elle développe ses activités  d'influenceuse, et crée le 3 août 2021 une entreprise intitulée Lanouvellepeau inc. dans son appartement parisien avenue de Wagram, qui agit en liaison avec une/des entreprise(s) fabricant des cosmétiques.

### Victime de braquage
Cette activité lucrative la désigne comme cible pour des malfrats en quête d'argent facile. Le 24 novembre 2022 à 12h30, 4 hommes âgés de 28 à 32 ans, la braquent dans son appartement. Deux d'entre eux, déguisés en policiers, se font ouvrir la porte, assomment Yubin Kim, se font ouvrir le coffre par 2 employées, et s'enfuient avec un butin en montres, bijoux et maroquinerie d'une valeur d'environ 350 000€. La Brigade de répression du banditisme arrive à les arrêter peu après.

## Discographie
2018
"Lady"
2018
"Thank you sooo much"
2020 "Perfume"

### Collaborations
| Année | Artiste(s)                  | Chanson                  |
| ----- | --------------------------- | ------------------------ |
| 2007  | Andy Lee                    | "Irrelevant Imagination" |
| 2008  | Lee Min Woo                 | "Honey"                  |
| 2008  | Différents artistes         | "Cry with Us"            |
| 2008  | Différents artistes         | "I Love Asia"            |
| 2008  | Kim Bum Soo                 | "Do You Know That?"      |
| 2009  | Chun G                      | "Weak Man"               |
| 2010  | JYP Nation                  | "This Christmas"         |
| 2013  | Taecyeon et San E           | "It's Time"              |
| 2013  | Ivy                         | "I Dance"                |
| 2014  | Sunmi                       | "Who Am I?"              |
| 2015  | Justin Thorne               | "The Heartbroken"        |
| 2015  | Unpretty Rapstar (saison 2) | "Don′t Stop"             |
| 2015  | The Quiett                  | "(Sakda) 싹 다"          |

### Composition
| Année | Album        | Artiste      | Date de sortie  | Chanson        | Note(s)                      |
| ----- | ------------ | ------------ | --------------- | -------------- | ---------------------------- |
| 2011  | Wonder World | Wonder Girls | 7 novembre 2011 | "Girls Girls"  | Rap par Yubin                |
| 2011  | Wonder World | Wonder Girls | 7 novembre 2011 | "Sweet Dreams" | Rap par Yubin                |
| 2011  | Wonder World | Wonder Girls | 7 novembre 2011 | "Me, In"       | Rap par Yubin                |
| 2012  | Wonder Party | Wonder Girls | 3 juin 2012     | "Hey Boy"      | Rap par Yubin                |
| 2015  | Reboot       | Wonder Girls | 3 août 2015     | "I Feel You"   | Rap par Yubin                |
| 2015  | Reboot       | Wonder Girls | 3 août 2015     | "Rewind"       | Rap par Yubin                |
| 2015  | Reboot       | Wonder Girls | 3 août 2015     | "Loved"        | Musique et paroles par Yubin |
| 2015  | Reboot       | Wonder Girls | 3 août 2015     | "John Doe"     | Musique et paroles par Yubin |
| 2015  | Reboot       | Wonder Girls | 3 août 2015     | "Back"         | Musique et paroles par Yubin |
| 2015  | Reboot       | Wonder Girls | 3 août 2015     | "없어" (GONE)  | Musique et paroles par Yubin |

## Filmographie

### Films
| Année | Titre              | Rôle      | Note(s) |
| ----- | ------------------ | --------- | ------- |
| 2010  | The Last Godfather | Elle-même | Caméo   |
| 2012  | The Wonder Girls   | Elle-même |         |

### Dramas télévisés
| Année | Titre         | Chaîne | Rôle          | Note(s) |
| ----- | ------------- | ------ | ------------- | ------- |
| 2008  | Here He Comes | MBC    | Elle-même     | Caméo   |
| 2013  | The Virus     | OCN    | Lee Joo Yeong |         |

### Émissions de télévision
| Année | Titre                     | Chaîne | Rôle          | Note(s)                                      |
| ----- | ------------------------- | ------ | ------------- | -------------------------------------------- |
| 2010  | Show! Music Core          | MBC    | Co-animatrice | avec Sunye & Jung Yong-hwa de CN Blue        |
| 2011  | Music Bank                | KBS    | Co-animatrice | avec Sohee, Shindong & Minho                 |
| 2012  | Running Man               | SBS    | Invitée       | Épisode 117                                  |
| 2015  | Unpretty Rapstar 2        | Mnet   | Concurrente   |                                              |
| 2015  | You Hee-yeol's Sketchbook | KBS2   | Invitée       | Épisode 285 avec les membres de Wonder Girls |

### Apparition dans des clips vidéos
| Année | Chanson                  | Artiste(s)          | Rôle      |
| ----- | ------------------------ | ------------------- | --------- |
| 2008  | Cry With Us              | Différents artistes | Elle-même |
| 2008  | I Love Asia/ Smile Again | Différents artistes | Elle-même |
| 2008  | Once in a Lifetime       | Shinhwa             | Elle-même |
| 2008  | 10 Out of 10             | 2PM                 | Elle-même |
| 2010  | This Christmas           | JYP Nation          | Elle-même |
| 2013  | I Dance                  | Ivy                 | Elle-même |
| 2014  | Ain't Nobody             | HA:TFELT            | Elle-même |
| 2015  | Don't Stop               | Unpretty Rapstar 2  | Elle-même |